# Crotalaria scassellatii
Crotalaria scassellatii är en ärtväxtart som beskrevs av Emilio Chiovenda. Crotalaria scassellatii ingår i släktet sunnhampor, och familjen ärtväxter. Inga underarter finns listade i Catalogue of Life.